# Atopisk dermatit
Atopisk dermatit (AD), även känd som atopiskt eksem, eller böjveckseksem, är en typ av inflammation i huden (dermatit). Den orsakar kliande, röd, svullen och sprucken hud. Klar vätska kan även ses i de drabbade områdena, som ofta blir förtjockade med tiden. AD tillkommer vanligtvis i barndomen med varierande svårighetsgrad över åren. Bland barn under ett års ålder kan stora delar av kroppen påverkas. När man blir äldre är det vanligen huden i knävecken och framför armbågarna som drabbas. Bland vuxna drabbas händer och fötter oftast. Att klia förvärrar symtomen, och de med tillståndet har ökad risk att utveckla hudinfektioner. Många människor med atopisk dermatit utvecklar andra typ 2-inflammatoriska sjukdomar som hösnuva eller astma.
Orsaken är inte känd men tros innefatta genetik, immunförsvarsdysfunktion, exponering för vissa miljöer och problem med permeabilitet i huden. Om en enäggstvilling drabbas innebär det en 85 % risk att den andra också får tillståndet. De som lever i städer och torra klimat drabbas oftare. Exponering för vissa kemikalier och frekvent handtvätt förvärrar symptomen. Känslomässig stress kan också förvärra symptomen, men orsakar inte tillståndet. Sjukdomen är inte smittsam. Diagnos ställs vanligtvis baserat på symtom. Andra sjukdomar som måste uteslutas innan diagnosen ställs är kontakteksem, psoriasis och seborroiskt eksem.
Atopisk dermatit drabbar ca 20 % av befolkningen någon gång i livet. Tillståndet är vanligare hos småbarn. Män och kvinnor drabbas lika ofta. Ett stort antal växer ifrån tillståndet. Atopisk dermatit kallas ibland eksem, som egentligen syftar till en större grupp av hudåkommor. Andra namn är "infantilt eksem", "böjeksem", "prurigo Besnier", "allergiskt eksem" och "neurodermatit".

## Behandling
Behandlingen innefattar att undvika saker som förvärrar tillståndet, bruk av återfuktande medel samt läkemedelsbehandling. Saker som ofta kan förvärra tillståndet är ullkläder, tvål, parfym, klor, damm och cigarettrök. Ljusterapi kan hjälpa vissa. Systemisk behandling med cyklosporin A är godkänt i Sverige för svår atopisk dermatit, medan dupilumab är godkänt för måttlig till svår sjukdom (enbart svår sjukdom hos barn mellan sex och elva år). Antibiotika (antingen i tablettform eller lokalt) kan krävas ifall bakteriell infektion uppstår. Kostförändring är endast nödvändigt om födoämnesallergi misstänks.